# Aittasaari (ö i Lappland, Östra Lappland, lat 66,35, long 28,16)
Aittasaari är en ö i Finland. Den ligger i sjön Ala-Suolijärvi och Oivanjärvi och i kommunen Posio i den ekonomiska regionen  Östra Lapplands ekonomiska region  och landskapet Lappland, i den norra delen av landet, 700 km norr om huvudstaden Helsingfors. Öns area är 3,3 hektar och dess största längd är 270 meter i sydöst-nordvästlig riktning.